# Велимир Животић
Велимир Бата Животић (Ваљево, 5. септембар 1924 — Нови Сад, 15. мај 2011) био je српски позоришни и филмски глумац.

## Биографија
Глумио је у великом броју позоришних представа, играо је у великом броју филмова, радио и ТВ драма и серија. Био је члан ансамбла Народног позоришта Панчево (1947—1950), Народног позоришта Сомбор (1950—1951), а 1951. године прелази у Српско народно позориште у Новом Саду, где остаје до пензионисања 1986. године, са једним прекидом од 1971. до 1973. када је био ангажован у Савременом позоришту Београд.
Био је члан Удружења драмских уметника Србије.

## Неке од улога у позоришту
- Надан Бојмир, Лаза Костић: „Максим Црнојевић";
- Вознесенски, Лав Николајевич Толстој: „Живи леш";
- Вића, Бранислав Нушић: „Сумњиво лице";
- број 58964, Ђорђе Лебовић: „Небески одред";
- Јустус, Ђорђе Лебовић: „Халелуја";
- Версињин, Антон Павлович Чехов: „Три сестре";
- Астров, Антон Павлович Чехов: „Ујка Вања";
- барон, Максим Горки: „На дну";
- Стедман Хердер, Јуџин О'Нил: „Месечина за несрећне";
- Еди Карбоне, Артур Милер: „Поглед с моста";
- Кантор, Иван Цанкар: „Краљ Бетајнове";
- др Стокман, Хенрик Ибзен: „Непријатељ народа";
- Кир Јања, Јован Стерија Поповић: „Кир Јања";
- Илија Чворовић, Душан Ковачевић: „Балкански шпијун";
- господин Смит, Ежен Јонеско: „Ћелава певачица";

## Неке позоришне режије
- Бранислав Нушић: „Кнез Иво од Семберије“, Народно позориште, Сомбор;
- З. Живуловић: „Ружичасти педигре“, Српско народно позориште;
- Е. Ростан: „Кад наиђу деца“, Српско народно позориште;
- Бранислав Нушић: „Сумњиво лице“, Српско народно позориште;

## Телевизија
- Дипломци - серија
- Женски разговори - серија
- Грађани села Луга - серија
- Балада о Синиши и мангупу
- Махагони
- Папирна
- Јунак мог детињства - серија
- Суђење Бертолду Брехту
- Филип на коњу - серија
- Театар у Срба - серија
- Песма (ТВ серија) - серија
- Црни петак
- Више од игре - серија
- Седам секретара СКОЈ-а - серија
- Повратак отписаних (ТВ серија) - серија
- Пупинове звезде
- Било, па прошло - серија
- База на Дунаву - серија
- Светозар Марковић - серија
- Мала привреда
- Младост уметника
- Портрет Илије Певца - серија
- Вук Караџић - серија
- Сумњиво лице
- Виолински кључ
- Алекса Шантић (ТВ серија) - серија
- Сарајевске приче - серија
- Највише на свету целом - серија
- Крај династије Обреновић - серија
- Вратиће се роде - серија

## Филм
- 1969. — Нека далека свјетлост
- 1978. — Стићи пре свитања
- 1979. — Радио Вихор зове Анђелију
- 1979. — Трофеј
- 1981. — Вариола вера
- 1983. — Велики транспорт

## Награде и признања
- Стеријина награда за глумачко остварење 1965. године
- више награда на Сусретима војвођанских позоришта и на Сусретима професионалних позоришта Србије „Јоаким Вујић“
- златна медаља "Јован Ђорђевић"
- Октобарска награда Новог Сада 1971. године
- Орден заслуга за народ са сребрним зрацима, 1971. године